# Noyant-d'Allier

Noyant-d'Allier este o comună în departamentul Allier din centrul Franței. În 1 ianuarie 2022 avea o populație de 599 de locuitori.